# Tước hiệu và tôn xưng của nhà Triều Tiên
Xuyên suốt thời kỳ quân chủ của nhà Triều Tiên, tước hiệu và tôn xưng hiệu (jonchingho, 존칭호, 尊稱號) (dùng để xưng hô) của vương thất rất đa dạng và phức tạp. Các vị quân chủ của triều đại này đều có tước hiệu là Vương (wang, 왕, 王) cho đến khi vua Cao Tông xưng Hoàng đế (hwangje, 황제, 皇帝) và lập ra Đại Hàn Đế quốc tồn tại trong 13 năm. Tước hiệu Hoàng đế là tước hiệu chỉ dành cho bậc thiên tử được nhận thiên mệnh, và các nước chư hầu không được phép sử dụng, theo quan điểm của các nền quân chủ chịu ảnh hưởng bởi các triều đình Trung Quốc xưa. Mặc dù tại Việt Nam và Nhật Bản các vị quân chủ của họ đều tự xưng Hoàng đế ở trong nước, tuy nhiên nhà Triều Tiên luôn tuân thủ theo quy tắc này nên các vị vua của họ (trừ giai đoạn Đế Quốc Đại Hàn) đều chỉ xưng Đại vương (Daewang, 대왕, 大王).

## Thành viên trong vương thất

### Việc đặt tên
Cũng giống như những nền quân chủ Đông Á đồng văn khác, các vị vua nhà Triều Tiên đều sở hữu rất nhiều tên hiệu, thay đổi theo từng tước vị của họ. Những người con trai khi sinh ra được đặt tên húy. Khi đến tuổi trưởng thành, mỗi người sẽ được đặt thêm một tên mới gọi là tên tự. Và khi được chỉ định làm trữ quân kế vị, họ lại được ban thêm tước hiệu. Tới khi trở thành vua, mỗi vị vua sẽ đặt cho mình một niên hiệu riêng, và tên húy bị cấm tuyệt đối không được phép gọi, cũng như các tên khác sẽ không được sử dụng nữa.
Sau khi vị quân chủ này qua đời, ông lại được con cháu và triều thần tôn thêm Miếu hiệu và Thụy hiệu. Miếu hiệu (myoho, 묘호, 廟號) là tên được ghi trên linh vị của nhà vua đó và được đặt trong Tông miếu để tế bái. Đây cũng là tên mà các nhà sử học thường dùng để gọi các đại vương Triều Tiên giống như cách mà các nước đồng văn khác gọi các vị vua của mình. Miếu hiệu thường kết thúc bằng các hậu tố "tổ" (jo, 조, 祖) và "tông" (jong, 종, 宗). Phần tiền tố là các mỹ từ phù hợp để tôn vinh vị vua đó. Thụy hiệu (siho, 시호, 諡號) cũng là một dạng tôn hiệu sau khi qua đời, nhưng thường dài hơn miếu hiệu rất nhiều, bao gồm tập hợp các mỹ từ thể hiện đặc trưng cho thời kỳ cai trị của đại vương đó. Ví dụ, Triều Tiên Cảnh Tông Đại vương có miếu hiệu là Cảnh Tông (Gyeongjong, 경종, 景宗), và thụy hiệu là Đức Văn Dực Vũ Thuần Nhân Tuyên Hiếu Đại Vương (Deokmun Igmu Sunin Seonhyo Daewang, 덕문익무순인선효대왕, 德文翼武純仁宣孝大王).

### Tước hiệu và tôn xưng
Thông thường tôn xưng hiệu thường là tên hiệu hoặc tước vị hoặc cả hai, kết hợp với các tiếp từ (jeobsa, 접사,接辭) đằng sau, ví dụ như:
- Chúa thượng điện hạ (Jusang jeonha 주상 전하)
- Trung điện mã mã (Jungjeon mama 중전 마마)
- Thế tử để hạ (Seja jeoha 세자 저하)
- Đại quân đại giám (Daegun daegam 대군 대감)
- Công chúa agissi (Gongju agissi  공주 아가씨) khi còn nhỏ. Khi trưởng thành là Công chúa mã mã (Gongju mama 공주 마마). Agissi là một từ thuần Hàn không phải gốc hán tự, trong các phương tiện đại chúng Việt Nam thường dịch thành nương nương giống như đối với hậu tố mã mã (mama 마마).

Các tôn xưng được quy định cụ thể cho từng đối tượng và tước hiệu trong các tài liệu như: Triều Tiên Vương triều thực lục, Quý Sửu nhật ký, Nhàn Trung lục... mà không được phép sử dụng sai lệch. Ví dụ, trong khi tôn xưng Để hạ (Jeoha, 저하, 邸下) là tôn xưng nhà Triều Tiên tự sáng tạo ra, chỉ dành riêng để gọi các trữ quân kế vị; thì tôn xưng Điện hạ (Jeonha, 전하, 殿下) chỉ được dành cho nhà vua.
Dù vậy, các phương tiện đại chúng tại Việt Nam vẫn thường xuyên dùng sai lệch và lẫn lộn giữa 2 tôn xưng trên. Như dùng tôn xưng "bệ hạ" cho Quốc vương Triều Tiên trong khi ở thời kỳ Triều Tiên chỉ xưng vương chứ không xưng đế, hay dùng tôn xưng "điện hạ" cho Thế tử trong khi đáng lẽ phải là "để hạ" (đôi khi còn dịch sai lệch "Thế tử", tức trữ quân của tước vương, thành "Thái tử", là trữ quân của tước đế).
Một số tôn xưng cũng có thể vừa đóng vai trò là tôn xưng thông thường với đối tượng này, nhưng lại là tiếp từ (hậu tố đằng sau) đối với đối tượng khác. Ví dụ như Đại giám, Lệnh giám chỉ là tiếp từ đằng sau khi gọi các vị vương tử; nhưng lại là tôn xưng đối với các quan lại.
| Tước hiệu                                                                                   | Tước hiệu                                                                          | Tước hiệu                                                | Tước hiệu                                      | Tôn xưng    | Tôn xưng    | Tôn xưng       | Tôn xưng       | Phẩm trật               | Chú giải |
| Hán-Việt                                                                                    | Romaja quốc ngữ                                                                    | Hangul                                                   | Hán tự                                         | Hán-Việt    | RR          | Hangul         | Hán tự         | Phẩm trật               | Chú giải |
| Quân chủ                                                                                    | Quân chủ                                                                           | Quân chủ                                                 | Quân chủ                                       | Quân chủ    | Quân chủ    | Quân chủ       | Quân chủ       | Quân chủ                | Quân chủ |
| ------------------------------------------------------------------------------------------- | ---------------------------------------------------------------------------------- | -------------------------------------------------------- | ---------------------------------------------- | ----------- | ----------- | -------------- | -------------- | ----------------------- | --- |
| Vương Chúa thượng – Quốc vương Kim thượng Thượng giám Đại điền Quả nhân Đế vương Thân ái để | Wang Jusang Imgeum Narannim Gugwang Geumsang Sanggam Daejeon Gwain Jewang Naratnim | 왕 주상 임금 나랏님 국왕 금상 상감 대전 과인 제왕 나랏님 | 王 主上 – 國王 今上 上監 大田 寡人 帝王 亲爱的 | Điện hạ     | Jeonha      | 전하           | 殿下           | Không                   | Vị quân chủ tại vị. Việc xưng hô có nhiều cách khác nhau tùy theo từng ngữ cảnh và người đối thoại.                                                                 |
| Thượng vương                                                                                | Sangwang                                                                           | 상왕                                                     | 上王                                           | Điện hạ     | Jeonha      | 전하           | 殿下           | Không                   | Cựu vương đã thiện nhượng cho Quốc vương tại vị và hiện vẫn còn sống.                                                                                               |
| Thái thượng vương                                                                           | Taesangwang                                                                        | 태상왕                                                   | 太上王                                         | Điện hạ     | Jeonha      | 전하           | 殿下           | Không                   | Vị vua đã thoái vị cho một vị cựu vương khác. |
| Tiên đại vương Tiên vương                                                                   | Seondaewang Seonwang                                                               | 선대왕 선왕                                              | 先大王 先王                                    | Mã mã       | Mama        | 마마           | 媽媽           | Không                   | Dịch nguyên văn: vị vua tiền nhiệm vĩ đại. Tôn xưng dùng để gọi vị vua đã qua đời.                                                                                  |
| Đại vương                                                                                   | Daewang                                                                            | 대왕                                                     | 大王                                           | Mã mã       | Mama        | 마마           | 媽媽           | Không                   | Danh hiệu tôn kính dành cho các vị vua. |
| Phối ngẫu chính thất của Quân chủ                                                           |                                                                                    |                                                          |                                                |             |             |                |                |                         | |
| Vương phi Trung điện Quốc mẫu Nội điện                                                      | Wangbi Jungjeon Gungmo Naejeon                                                     | 왕비 중전 국모 내전                                      | 王妃 中殿 國母 內殿                            | Mã mã       | Mama        | 마마           | 媽媽           | Không                   | Chính thất của vị vua tại vị. |
| Thái thượng vương phi                                                                       | Taesangwangbi                                                                      | 태상왕비                                                 | 太上王妃                                       | Mã mã       | Mama        | 마마           | 媽媽           | Không                   | Chính thất của Thái thượng vương. |
| Đại phi                                                                                     | Daebi                                                                              | 대비                                                     | 大妃                                           | Mã mã       | Mama        | 마마           | 媽媽           | Không                   | Thường là cách gọi tắt của Vương đại phi, nhưng có thể là cấp bậc thấp hơn trong một số trường hợp đặc biệt (như thời Triết Tông có tới 3 vị Vương phi tiền nhiệm). |
| Vương đại phi Từ điện Từ thánh                                                              | Wangdaebi Jajeon Jaseon                                                            | 왕대비 자전 자선                                         | 王大妃 慈殿 慈聖                               | Mã mã       | Mama        | 마마           | 媽媽           | Không                   | Vốn là cách gọi đầy đủ của Đại phi, nhưng trong một số trường hợp đặc biệt trở thành cấp bậc cao hơn. Bắt buộc phải từng là Vương phi của Quốc vương.               |
| Đại vương đại phi                                                                           | Daewangdaebi                                                                       | 대왕대비                                                 | 大王大妃                                       | Mã mã       | Mama        | 마마           | 媽媽           | Không                   | Bà của vị vua đang tại vị. |
| Vương hậu                                                                                   | Wanghu                                                                             | 왕후                                                     | 王后                                           | Mã mã       | Mama        | 마마           | 媽媽           | Không                   | Thụy hiệu của chính thất sau khi qua đời. |
| Cha mẹ của Quân chủ                                                                         |                                                                                    |                                                          |                                                |             |             |                |                |                         | |
| Đại viện quân                                                                               | Daewongun                                                                          | 대원군                                                   | 大院君                                         | Mã mã       | Mama        | 마마           | 媽媽           | Không                   | Cha của một vị Quốc vương nhưng ông chưa bao giờ lên ngôi Quốc vương.                                                                                               |
| Phủ đại phu nhân                                                                            | Budaebuin                                                                          | 부대부인                                                 | 府大夫人                                       | Mã mã       | Mama        | 마마           | 媽媽           | Chánh nhất phẩm (정1품) | Chính thất của Đại viện quân. |
| Phủ viện quân                                                                               | Buwongun                                                                           | 부원군                                                   | 府院君                                         | Đại giám    | Daegam      | 대감           | 大監           | Không                   | Cha của Vương phi, tức nhạc phụ của nhà vua. |
| Phủ phu nhân                                                                                | Bubuin                                                                             | 부부인                                                   | 府夫人                                         | –           | –           | –              | –              | Tòng nhất phẩm (종1품)  | Mẹ của Vương phi, tức nhạc mẫu của nhà vua. |
| Hậu duệ nam của Quân chủ và phối ngẫu chính thất của họ                                     |                                                                                    |                                                          |                                                |             |             |                |                |                         | |
| Nguyên tử                                                                                   | Wonja                                                                              | 원자                                                     | 元子                                           | Mã mã       | Mama        | 마마           | 媽媽           | Không                   | Tước hiệu dành cho con trai trưởng của nhà vua trước khi được phong làm Thế tử.                                                                                     |
| Vương thế tử Thế tử Đông cung Quốc bản                                                      | Wangseja Seja Donggung Gukbon                                                      | 왕세자 세자 동궁 국본                                    | 王世子 世子 東宮 國本                          | Để hạ Mã mã | Jeoha Mama  | 저하 저하 마마 | 邸下 邸下 媽媽 | Không                   | Người con trai của Quốc vương được chỉ định làm trữ quân kế vị. |
| Vương thế tử tần Thế tử tần Tần cung Thai nhi                                               | Wangsejabin Sejabin Bingung Taenyeo                                                | 왕세자빈 세자빈 빈궁 태녀                                | 王世子嬪 世子嬪 嬪宮 胎儿                      | Mã mã       | Mama        | 마마           | 媽媽           | Không                   | Chính thất của Thế tử. |
| Vương thế đệ                                                                                | Wangseje                                                                           | 왕세제                                                   | 王世弟                                         | Để hạ       | Jeoha       | 저하           | 邸下           | Không                   | Trữ quân kế vị là em trai của Quốc vương. |
| Vương thế đệ tần                                                                            | Wangsejebin                                                                        | 왕세제빈                                                 | 王世弟嬪                                       | Mã mã       | Mama        | 마마           | 媽媽           | Không                   | Chính thất của Thế đệ. |
| Vương thế tôn                                                                               | Wangseson                                                                          | 왕세손                                                   | 王世孫                                         | Cáp hạ      | Hapa        | 합하           | 閤下           | Không                   | Con trai trưởng của Thế tử. |
| Vương thế tôn tần                                                                           | Wangsesonbin                                                                       | 왕세손빈                                                 | 王世孫嬪                                       | Mã mã       | Mama        | 마마           | 媽媽           | Không                   | Chính thất của Thế tôn. |
| Đại quân                                                                                    | Daegun                                                                             | 대군                                                     | 大君                                           | Đại giám    | Daegam      | 대감           | 大監           | Không                   | Con trai của Quốc vương và Vương phi mà không phải là trữ quân. |
| Phủ phu nhân                                                                                | Bubuin                                                                             | 부부인                                                   | 府夫人                                         | Mã mã       | Mama        | 마마           | 媽媽           | Chánh nhất phẩm (정1품) | Chính thất của Đại quân. |
| Quân Vương tử                                                                               | Gun Wangja                                                                         | 군 왕자                                                  | 君 王子                                        | Đại giám    | Daegam      | 대감           | 大監           | Không                   | Con trai của Quốc vương với các tần ngự khác, hoặc con trai của một vị Đại quân. Được gọi là Vương tử cho đến khi trưởng thành.                                     |
| Quận phu nhân                                                                               | Gunbuin                                                                            | 군부인                                                   | 郡夫人                                         | Mã mã       | Mama        | 마마           | 媽媽           | Chánh nhất phẩm (정1품) | Chính thất của Vương tử. |
| Quân                                                                                        | Gun                                                                                | 군                                                       | 君                                             | Đại giám    | Daegam      | 대감           | 大監           | Tòng nhất phẩm (종1품)  | Con trai trưởng của Đại quân. |
| Quận phu nhân                                                                               | Gunbuin                                                                            | 군부인                                                   | 郡夫人                                         | Mã mã       | Mama        | 마마           | 媽媽           | Tòng nhất phẩm (종1품)  | Vợ của người con trai trưởng của Đại quân. |
| Quân                                                                                        | Gun                                                                                | 군                                                       | 君                                             | Đại giám    | Daegam      | 대감           | 大監           | Chánh nhị phẩm (정2품)  | Dành cho những người con trai khác của trữ quân, cháu trai trưởng của Đại quân, và con trai trưởng của Quân.                                                        |
| Hiền phu nhân                                                                               | Hyeonbuin                                                                          | 현부인                                                   | 賢夫人                                         | Mã mã       | Mama        | 마마           | 媽媽           | Chánh nhị phẩm (정2품)  | Chính thất của vị Quân có hàm Chánh nhị phẩm. |
| Quân                                                                                        | Gun                                                                                | 군                                                       | 君                                             | Đại giám    | Daegam      | 대감           | 大監           | Tòng nhị phẩm (종2품)   | Dành cho cháu trai của trữ quân; chắt trai trưởng & những người con trai khác của Đại quân và cháu trai trưởng của Quân.                                            |
| Hiền phu nhân                                                                               | Hyeonbuin                                                                          | 현부인                                                   | 賢夫人                                         | Mã mã       | Mama        | 마마           | 媽媽           | Tòng nhị phẩm (종2품)   | Chính thất của vị Quân có hàm Tòng nhị phẩm. |
| Chánh                                                                                       | Jeong                                                                              | 정                                                       | 正                                             | –           | –           | –              | –              | Chánh tam phẩm (정3품)  | Dành cho chắt trai của trữ quân; những cháu trai khác của Đại quân; chắt trai trưởng & một người con trai khác của Quân.                                            |
| Thận nhân                                                                                   | Sinin                                                                              | 신인                                                     | 慎人                                           | –           | –           | –              | –              | Chánh tam phẩm (정3품)  | Chính thất của Chánh. |
| Phó chánh                                                                                   | Bujeong                                                                            | 부정                                                     | 副正                                           | –           | –           | –              | –              | Tòng tam phẩm (종3품)   | Chắt trai của Đại quân và một cháu trai khác của Quân. |
| Thận nhân                                                                                   | Sinin                                                                              | 신인                                                     | 慎人                                           | –           | –           | –              | –              | Tòng tam phẩm (종3품)   | Chính thất của Phó chánh. |
| Thủ                                                                                         | Su                                                                                 | 수                                                       | 守                                             | –           | –           | –              | –              | Chánh tứ phẩm (정4품)   | Cháu trai của Quân; và con trai ngoài giá thú của Đại quân với một thường dân (sangmin, 상민, 常 民).                                                               |
| Huệ nhân                                                                                    | Hyein                                                                              | 혜인                                                     | 惠人                                           | –           | –           | –              | –              | Chánh tứ phẩm (정4품)   | Chính thất của Thủ. |
| Phó thủ                                                                                     | Busu                                                                               | 부수                                                     | 副守                                           | –           | –           | –              | –              | Tòng tứ phẩm (종4품)    | Con trai ngoài giá thú của Đại quân với một tiện dân (cheonmin, 천민, 賤民); và con trai ngoài giá thú của Quân với một thường dân (sangmin, 상민, 常 民).          |
| Huệ nhân                                                                                    | Hyein                                                                              | 혜인                                                     | 惠人                                           | –           | –           | –              | –              | Tòng tứ phẩm (종4품)    | Chánh thất của Phó thủ. |
| Lệnh                                                                                        | Yeong                                                                              | 영                                                       | 令                                             | –           | –           | –              | –              | Chánh ngũ phẩm (정5품)  | Con trai ngoài giá thú của Quân với một tiện dân (cheonmin, 천민, 賤民).                                                                                            |
| Ôn nhân                                                                                     | Onin                                                                               | 온인                                                     | 溫人                                           | –           | –           | –              | –              | Chánh ngũ phẩm (정5품)  | Chánh thất của Lệnh |
| Hậu duệ nữ của Quân chủ và phối ngẫu của họ                                                 |                                                                                    |                                                          |                                                |             |             |                |                |                         | |
| Công chúa Vương nữ                                                                          | Gongju Wangnyeo                                                                    | 공주 왕녀                                                | 公主 王女                                      | – Mã mã     | Agissi Mama | 아기씨 마마    | – 媽媽         | Không                   | Con gái của Quốc vương với chính thất. Hậu tố Agissi được dùng khi còn nhỏ, hậu tố Mã mã được dùng khi đã trưởng thành.                                             |
| Nghi tân                                                                                    | Uibin                                                                              | 의빈                                                     | 儀賓                                           | Phò mã      | Buma        | 부마           | 駙馬           | Tòng nhất phẩm (종1품)  | Chồng của Công chúa, tức con rể của Quốc vương. |
| Ông chúa Vương nữ                                                                           | Ongju Wangnyeo                                                                     | 옹주 왕녀                                                | 翁主 王女                                      | – Mã mã     | Agissi Mama | 아기씨 마마    | – 媽媽         | Không                   | Con gái của Quốc vương với các tần ngự khác. |
| Thừa tân                                                                                    | Seungbin                                                                           | 승빈                                                     | 承賓                                           | Phò mã      | Buma        | 부마           | 駙馬           | Tòng nhị phẩm (종2품)   | Chồng của Ông chúa, tức con rể của Quốc vương. |
| Quận chúa                                                                                   | Gunju                                                                              | 군주                                                     | 郡主                                           | – Mã mã     | Agissi Mama | 아기씨 마마    | – 媽媽         | Chánh nhị phẩm (정2품)  | Con gái của trữ quân với chính thất. |
| Phó tân                                                                                     | Bubin                                                                              | 부빈                                                     | 副賓                                           | Phò mã      | Buma        | 부마           | 駙馬           | Chánh tam phẩm (정3품)  | Chồng của Quận chúa, tức con rể của trữ quân. |
| Huyện chúa                                                                                  | Hyeonju                                                                            | 현주                                                     | 縣主                                           | – Mã mã     | Agissi Mama | 아기씨 마마    | – 媽媽         | Chánh tam phẩm (정3품)  | Con gái của trữ quân với các tần ngự khác. |
| Thiêm tân                                                                                   | Cheombin                                                                           | 첨빈                                                     | 僉賓                                           | Phò mã      | Buma        | 부마           | 駙馬           | Tòng tam phẩm (종3품)   | Chồng của Huyện chúa, tức con rể của trữ quân. |

### Chính thất và thiếp thất
Hậu cung (hugung, 후궁/ 後宮) của nhà Triều Tiên, hay thường được gọi là Nội mệnh phụ (Naemyeongbu, 내명부 / 內命婦), gồm Vương phi và các hậu cung tần ngự - những người có nhiệm vụ sinh con nối dõi và hầu hạ Quốc vương. Các chính thất và thiếp thất của Quốc vương cũng đều được phân phẩm trật nhất định, theo đó tước hiệu và Tôn xưng hiệu của họ cũng được hình thành. Cách xưng hô thông thường đều là: tước hiệu + hậu tố mã mã (mama, 마마 / 媽媽).
Danh sách sau liệt kê các phối ngẫu thiếp thất theo thứ tự thứ bậc giảm dần, ngoại trừ vị phối ngẫu chính thất đã được liệt kê ở phần bên trên:
| Hán-Việt                        | Hangul       | Hán tự       | Romaja quốc ngữ | Phẩm trật               | Chú thích |
| Phi (bi, 비)                    | Phi (bi, 비) | Phi (bi, 비) | Phi (bi, 비)    | Phi (bi, 비)            | Phi (bi, 비) |
| ------------------------------- | ------------ | ------------ | --------------- | ----------------------- | --- |
| Quý phi                         | 귀비         | 貴妃         | Gwibi           | Chánh nhất phẩm (정1품) | Chỉ có ở thời kỳ đầu trước khi ban hành Kinh Quốc Đại Điển (Gyeongguk daejeon, 경국대전 / 經國大典), và trong thời kỳ Đại Hàn Đế Quốc. |
| Thục phi                        | 숙비         | 淑妃         | Sukbi           | Chánh nhất phẩm (정1품) | Chỉ có ở thời kỳ đầu trước khi ban hành Kinh Quốc Đại Điển (Gyeongguk daejeon, 경국대전 / 經國大典), và trong thời kỳ Đại Hàn Đế Quốc. |
| Nguyên phi                      | 원비         | 元妃         | Wonbi           | Chánh nhất phẩm (정1품) | Chỉ có ở thời kỳ đầu trước khi ban hành Kinh Quốc Đại Điển (Gyeongguk daejeon, 경국대전 / 經國大典), và trong thời kỳ Đại Hàn Đế Quốc. |
| Đức phi                         | 덕비         | 德妃         | Deokbi          | Chánh nhất phẩm (정1품) | Chỉ có ở thời kỳ đầu trước khi ban hành Kinh Quốc Đại Điển (Gyeongguk daejeon, 경국대전 / 經國大典), và trong thời kỳ Đại Hàn Đế Quốc. |
| Hiền phi                        | 현비         | 賢妃         | Hyeonbi         | Chánh nhất phẩm (정1품) | Chỉ có ở thời kỳ đầu trước khi ban hành Kinh Quốc Đại Điển (Gyeongguk daejeon, 경국대전 / 經國大典), và trong thời kỳ Đại Hàn Đế Quốc. |
| Quý tần (Gwibin, 귀빈)          |              |              |                 |                         | |
| Tần                             | 빈           | 嬪           | Bin             | Chánh nhất phẩm (정1품) | Được sử dụng cho đến khi nhà Triều Tiên kết thúc.                                                                                      |
| Quý nhân                        | 귀인         | 貴人         | Gwiin           | Tòng nhất phẩm (종1품)  | Được sử dụng cho đến khi nhà Triều Tiên kết thúc.                                                                                      |
| Chiêu nghi                      | 소의         | 昭儀         | Soui            | Chánh nhị phẩm (정2품)  | Được sử dụng cho đến khi nhà Triều Tiên kết thúc.                                                                                      |
| Thục nghi                       | 숙의         | 淑儀         | Sugui           | Tòng nhị phẩm (종2품)   | Được sử dụng cho đến khi nhà Triều Tiên kết thúc.                                                                                      |
| Chiêu dung                      | 소용         | 昭容         | Soyong          | Chánh tam phẩm (정3품)  | Được sử dụng cho đến khi nhà Triều Tiên kết thúc.                                                                                      |
| Thục dung                       | 숙용         | 淑容         | Sugyong         | Tòng tam phẩm (종3품)   | Được sử dụng cho đến khi nhà Triều Tiên kết thúc.                                                                                      |
| Chiêu viên                      | 소원         | 昭媛         | Sowon           | Chánh tứ phẩm (정4품)   | Được sử dụng cho đến khi nhà Triều Tiên kết thúc.                                                                                      |
| Thục viên                       | 숙원         | 淑媛         | Sugwon          | Tòng tứ phẩm (종4품)    | Được sử dụng cho đến khi nhà Triều Tiên kết thúc.                                                                                      |
| Các phối ngẫu khác của Trữ quân |              |              |                 |                         | |
| Lương đệ                        | 양제         | 良娣         | Yangje          | Tòng nhị phẩm (종2품)   | Được sử dụng cho đến khi nhà Triều Tiên kết thúc.                                                                                      |
| Lương viên                      | 양원         | 良媛         | Yangwon         | Tòng tam phẩm (종3품)   | Được sử dụng cho đến khi nhà Triều Tiên kết thúc.                                                                                      |
| Thừa huy                        | 승휘         | 承徽         | Seunghwi        | Tòng tứ phẩm (종4품)    | Được sử dụng cho đến khi nhà Triều Tiên kết thúc.                                                                                      |
| Chiêu huấn                      | 소훈         | 昭訓         | Sohun           | Tòng ngũ phẩm (종5품)   | Được sử dụng cho đến khi nhà Triều Tiên kết thúc.                                                                                      |

## Nội cung

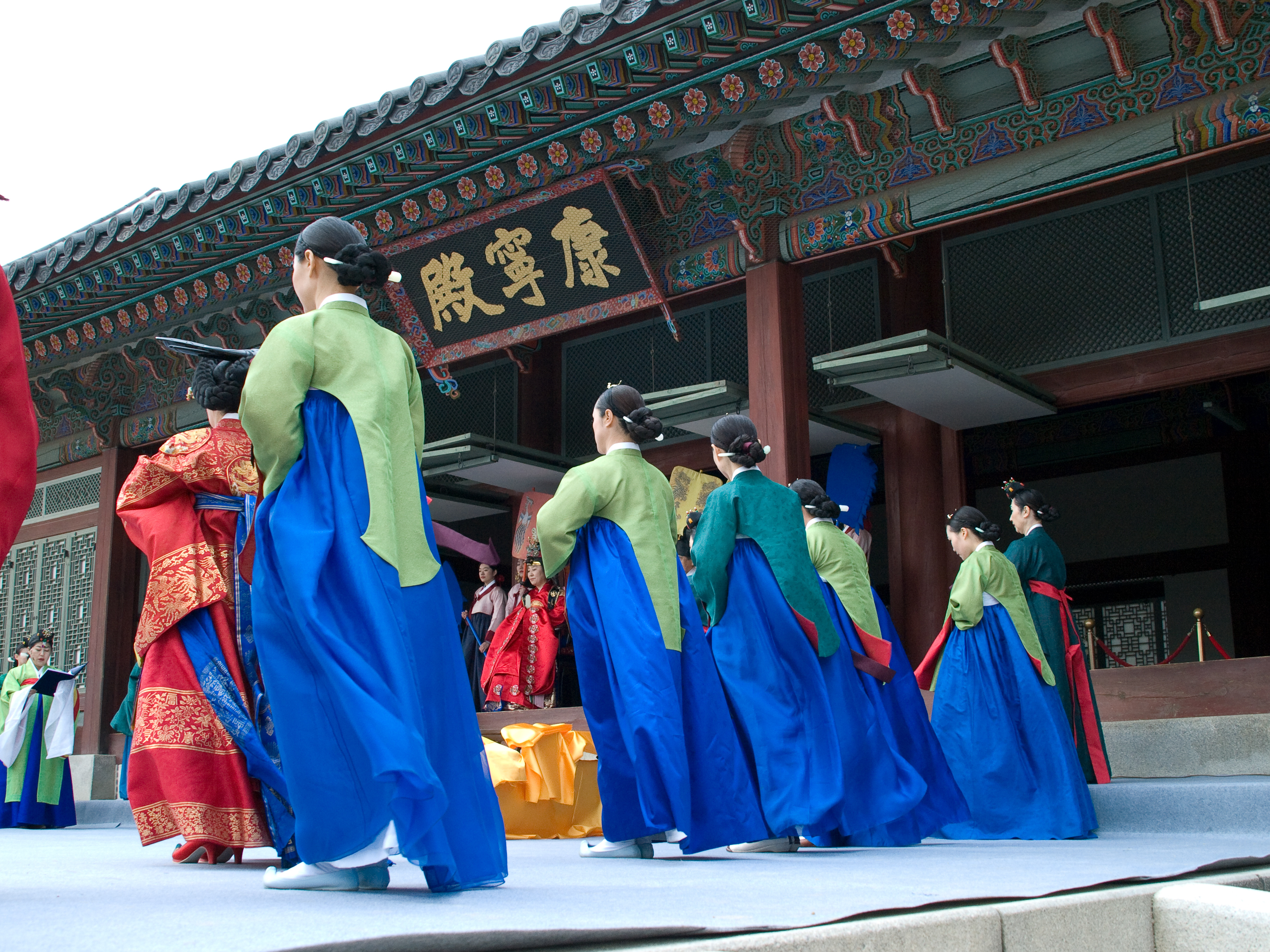
Cung nữ

| Hán-Việt                           | Hangul                             | Hán tự                             | Romaja quốc ngữ                    | Phẩm trật                          |
| Nữ quan / Cung nữ (Gungnyeo, 궁녀) | Nữ quan / Cung nữ (Gungnyeo, 궁녀) | Nữ quan / Cung nữ (Gungnyeo, 궁녀) | Nữ quan / Cung nữ (Gungnyeo, 궁녀) | Nữ quan / Cung nữ (Gungnyeo, 궁녀) |
| ---------------------------------- | ---------------------------------- | ---------------------------------- | ---------------------------------- | ---------------------------------- |
| Thượng cung                        | 상궁                               | 尙宮                               | Sanggung                           | Chánh ngũ phẩm (정5품)             |
| Thượng nghi                        | 상의                               | 尙儀                               | Sangui                             | Chánh ngũ phẩm (정5품)             |
| Thượng phục                        | 상복                               | 尙服                               | Sangbok                            | Tòng ngũ phẩm (종5품)              |
| Thượng thực                        | 상식                               | 尙食                               | Sangsik                            | Tòng ngũ phẩm (종5품)              |
| Thượng tẩm                         | 상침                               | 尙寢                               | Sangchim                           | Chánh lục phẩm (정6품)             |
| Thượng công                        | 상공                               | 尙功                               | Sanggong                           | Chánh lục phẩm (정6품)             |
| Thượng chính                       | 상정                               | 尙正                               | Sangjeong                          | Tòng lục phẩm (종6품)              |
| Thượng ký                          | 상기                               | 尙記                               | Sanggi                             | Tòng lục phẩm (종6품)              |
| Điển tân                           | 전빈                               | 典賓                               | Jeonbin                            | Chánh thất phẩm (정7품)            |
| Điển y                             | 전의                               | 典衣                               | Jeonui                             | Chánh thất phẩm (정7품)            |
| Điển thiện                         | 전선                               | 典膳                               | Jeonseon                           | Chánh thất phẩm (정7품)            |
| Điển thiết                         | 전설                               | 典設                               | Jeonseol                           | Tòng thất phẩm (종7품)             |
| Điển chế                           | 전제                               | 典製                               | Jeongje                            | Tòng thất phẩm (종7품)             |
| Điển ngôn                          | 전언                               | 典言                               | Jeoneon                            | Tòng thất phẩm (종7품)             |
| Điển tán                           | 전찬                               | 典贊                               | Jeonchan                           | Chánh bát phẩm (정8품)             |
| Điển sức                           | 전식                               | 典飾                               | Jeonsik                            | Chánh bát phẩm (정8품)             |
| Điển dược                          | 전약                               | 典藥                               | Jeonyak                            | Chánh bát phẩm (정8품)             |
| Điển đăng                          | 전등                               | 典燈                               | Jeondeung                          | Tòng bát phẩm (종8품)              |
| Điển thái                          | 전채                               | 典彩                               | Jeonchae                           | Tòng bát phẩm (종8품)              |
| Điển chính                         | 전정                               | 典正                               | Jeonjeong                          | Tòng bát phẩm (종8품)              |
| Tấu cung                           | 주궁                               | 奏宮                               | Jugung                             | Chánh cửu phẩm (정9품)             |
| Tấu thương                         | 주상                               | 奏商                               | Jusang                             | Chánh cửu phẩm (정9품)             |
| Tấu giác                           | 주각                               | 奏角                               | Jugak                              | Chánh cửu phẩm (정9품)             |
| Tấu biến trưng                     | 주변징                             | 奏變徵                             | Jubyeonjing                        | Tòng cửu phẩm (종9품)              |
| Chủ trưng                          | 주징                               | 主徵                               | Jujing                             | Tòng cửu phẩm (종9품)              |
| Tấu vũ                             | 주우                               | 奏羽                               | Juu                                | Tòng cửu phẩm (종9품)              |
| Tấu biến cung                      | 주변궁                             | 奏變宮                             | Jubyeongung                        | Tòng cửu phẩm (종9품)              |
| Nội thị (naesi, 내시)              |                                    |                                    |                                    |                                    |
| Thượng thiện                       | 상선                               | 尙膳                               | Sangseon                           | Tòng nhị phẩm (종2품)              |
| Thượng uẩn                         | 상온                               | 尙醞                               | Sangon                             | Chánh tam phẩm (정3품)             |
| Thượng trà                         | 상다                               | 尙茶                               | Sangda                             | Chánh tam phẩm (정3품)             |
| Thượng dược                        | 상약                               | 尙藥                               | Sangyak                            | Tòng tam phẩm (종3품)              |
| Thượng truyền                      | 상전                               | 尙傳                               | Sangjeon                           | Chánh tứ phẩm (정4품)              |
| Thượng sách                        | 상책                               | 尙冊                               | Sangchaek                          | Tòng tứ phẩm (종4품)               |
| Thượng hồ                          | 상호                               | 尙弧                               | Sangho                             | Chánh ngũ phẩm (정5품)             |
| Thượng thảng                       | 상탕                               | 尙帑                               | Sangtang                           | Tòng ngũ phẩm (종5품)              |
| Thượng tẩy                         | 상세                               | 尙洗                               | Sangse                             | Chánh lục phẩm (정6품)             |
| Thượng chúc                        | 상촉                               | 尙燭                               | Sangchok                           | Tòng lục phẩm (종6품)              |
| Thượng huyên                       | 상훼                               | 尙煊                               | Sanghwe                            | Chánh thất phẩm (정7품)            |
| Thượng thiết                       | 상설                               | 尙設                               | Sangseol                           | Tòng thất phẩm (종7품)             |
| Thượng trừ                         | 상제                               | 尙除                               | Sangje                             | Chánh bát phẩm (정8품)             |
| Thượng môn                         | 상문                               | 尙門                               | Sangmun                            | Tòng bát phẩm (종8품)              |
| Thượng canh                        | 상경                               | 尙更                               | Sanggyeong                         | Chánh cửu phẩm (정9품)             |
| Thượng uyển                        | 상원                               | 尙苑                               | Sangwon                            | Tòng cửu phẩm (종9품)              |

## Văn võ quan

### Tôn xưng dành cho Văn võ quan
| Hán-Việt                                | Hangul                                  | Hán tự                                  | Romaja quốc ngữ                         | Phẩm trật                                        | Chú giải |
| Văn võ quan (Munmugwan, 문무관, 文武官) | Văn võ quan (Munmugwan, 문무관, 文武官) | Văn võ quan (Munmugwan, 문무관, 文武官) | Văn võ quan (Munmugwan, 문무관, 文武官) | Văn võ quan (Munmugwan, 문무관, 文武官)          | Văn võ quan (Munmugwan, 문무관, 文武官) |
| --------------------------------------- | --------------------------------------- | --------------------------------------- | --------------------------------------- | ------------------------------------------------ | --- |
| Đại giám                                | 대감                                    | 大監                                    | Daegam                                  | Chánh nhất phẩm. Tòng nhất phẩm. Chánh nhị phẩm. | Đối với quan lại, đại giám không phải là một hậu tố đi kèm như với các vị Đại quân và Quân; mà nó là một tôn xưng thông thường. Có thể đi kèm hậu tố Ma-nim (마님) (từ thuần Hàn không có gốc Hán-Hàn), danh xưng đầy đủ sẽ là Đại giám ma-nim. |
| Lệnh giám                               | 영감                                    | 令監                                    | Yonggam                                 | Tòng nhị phẩm. Chánh tam phẩm đường thượng.      | Giống như Đại giám, đối với quan lại Lệnh giám là một tôn xưng thông thường. Có thể đi kèm hậu tố Ma-nim (마님), danh xưng đầy đủ sẽ là Lệnh giám ma-nim.                                                                                       |
| Tiến tứ                                 | 나리                                    | 進賜                                    | Nauri                                   | Chánh tam phẩm đường hạ trở xuống.               | Khác với đại giám và lệnh giám, Tiến tứ chỉ là hậu tố đi kèm để xưng hô. Cũng có thể dùng làm hậu tố để gọi các vị vương tử. |
| Các ngoại quan khác                     |                                         |                                         |                                         |                                                  | |
| Sứ đạo                                  | 사또                                    | 使道                                    | Satto                                   | Quan viên đứng đầu địa phương.                   | Có thể gắn hậu tố Ma-nim hoặc Tiến tứ tùy theo phẩm trật của mình. |
| Đại nhân                                | 원님                                    | 員–                                     | Wonnim                                  | Quan viên đứng đầu địa phương.                   | Không có hậu tố đi kèm. |

### Thê thiếp của Văn võ quan
Danh sách dưới đây liệt kê các Văn võ quan thê (Munmugwan cheo, 문무관처, 文武官妻), tức các phối ngẫu chính thất của các quan văn và võ trong triều đình, hay Ngoại mệnh phụ.
| Hán-Việt                                             | Hangul                                               | Hán tự                                               | Romaja quốc ngữ                                      | Phẩm trật                                            | Chú giải                                             |
| Văn võ quan thê (Munmugwan cheo, 문무관처, 文武官妻) | Văn võ quan thê (Munmugwan cheo, 문무관처, 文武官妻) | Văn võ quan thê (Munmugwan cheo, 문무관처, 文武官妻) | Văn võ quan thê (Munmugwan cheo, 문무관처, 文武官妻) | Văn võ quan thê (Munmugwan cheo, 문무관처, 文武官妻) | Văn võ quan thê (Munmugwan cheo, 문무관처, 文武官妻) |
| ---------------------------------------------------- | ---------------------------------------------------- | ---------------------------------------------------- | ---------------------------------------------------- | ---------------------------------------------------- | ---------------------------------------------------- |
| Trinh kính phu nhân                                  | 정경부인                                             | 貞敬夫人                                             | Jeonggyeongbuin                                      | Nhất phẩm                                            | Chính thất của quan chánh và tòng nhất phẩm          |
| Trinh phu nhân                                       | 정부인                                               | 貞夫人                                               | Jeongbuin                                            | Nhị phẩm                                             | Chính thất của quan chánh và tòng nhị phẩm           |
| Thục phu nhân                                        | 숙부인                                               | 淑夫人                                               | Sukbuin                                              | Tam phẩm                                             | Chính thất của quan chánh tam phẩm                   |
| Thục nhân                                            | 숙인                                                 | 淑人                                                 | Sugin                                                | Tam phẩm                                             | Chính thất của quan tòng tam phẩm                    |
| Linh nhân                                            | 영인                                                 | 伶人                                                 | Yeongin                                              | Tứ phẩm                                              | Chính thất của quan chánh và tòng tứ phẩm            |
| Cung nhân                                            | 공인                                                 | 恭人                                                 | Gongin                                               | Ngũ phẩm                                             | Chính thất của quan chánh và tòng ngũ phẩm           |
| Nghi nhân                                            | 의인                                                 | 宜人                                                 | Uiin                                                 | Lục phẩm                                             | Chính thất của quan chánh và tòng lục phẩm           |
| An nhân                                              | 안인                                                 | 安人                                                 | Anin                                                 | Thất phẩm                                            | Chính thất của quan chánh và tòng thất phẩm          |
| Đoan nhân                                            | 단인                                                 | 端人                                                 | Danin                                                | Bát phẩm                                             | Chính thất của quan chánh và tòng bát phẩm           |
| Nhụ nhân                                             | 유인                                                 | 孺人                                                 | Yuin                                                 | Cửu phẩm                                             | Chính thất của quan chánh và tòng cửu phẩm           |